# Derek Guimond
Derek Guimond (16 settembre 1992) è un pallavolista statunitense, centrale nel Nea Salamis.

## Carriera

### Club
La carriera di Derek Guimond inizia nel 2015, quando durante il suo ultimo anno di università entra a far parte della squadra di pallavolo maschile della Loyola Chicago, impegnata in NCAA Division I, vincendo il titolo nazionale. 
Nella stagione 2015-16 si trasferisce in Inghilterra, dove partecipa alla serie cadetta del campionato inglese, la Division 1, col Tendring, mentre nel campionato seguente approda al Polonia London, col quale si aggiudica uno scudetto e una Coppa d'Inghilterra in due annate.
Nel campionato 2018-19 difende i colori del Nea Salamis, nell'A' katīgoria cipriota.

## Palmarès

### Club
- NCAA Division I: 1

2015
- Campionato inglese: 5

2016-17
- Coppa d'Inghilterra maschile: 1

2017